# Dilema de Triffin
El dilema de Triffin es el conflicto de intereses económicos que surgen entre los objetivos nacionales e internacionales para los países cuyas monedas sirven como monedas de reserva mundial. Este dilema fue identificado por primera vez en la década de 1960 por el economista Robert Triffin, quien señaló que el país cuya moneda sirviese como reserva mundial, debía proporcionar suficiente liquidez global para estimular la actividad económica mundial, pero, por otro lado, esta emisión de moneda contribuiría a provocar dudas sobre su capacidad de mantener la convertibilidad de la moneda respecto al oro.
El uso de una moneda nacional, como es el dólar norteamericano, como moneda de reserva mundial conduce a una tensión entre su política monetaria nacional y global. Esto se refleja en los desequilibrios fundamentales en la balanza de pagos, en concreto el déficit de su balanza por cuenta corriente, ya que unos objetivos requieren una salida de dólares de Estados Unidos, mientras que otros requieren un flujo de entrada.
En concreto, el dilema de Triffin se cita generalmente para analizar los problemas del dólar estadounidense como moneda de reserva global durante el sistema de Bretton Woods. En efecto, producto de esta tensión, en 1971, Estados Unidos abandonó la convertibilidad del dólar con el oro, aunque la moneda norteamericana siguió como hegemónica dentro de un sistema de carácter fiduciario. El economista británico John Maynard Keynes había previsto esta dificultad y había defendido la creación de una moneda de reserva global denominada "Bancor". Actualmente los derechos especiales de giro del Fondo Monetario Internacional son lo más parecido a la Bancor propuestos por Keynes, pero que no se han adoptado de manera suficientemente amplia para reemplazar al dólar como moneda de reserva mundial.
El dilema de Triffin no se puede considerar que haya desaparecido: Estados Unidos continúa siendo el emisor de la moneda internacional, proporcionando liquidez para el adecuado funcionamiento de la economía mundial. Esta emisión de moneda implica un déficit de la balanza por cuenta corriente. El problema puede surgir si en un momento dado, el tamaño del déficit acumulado pone en cuestión su credibilidad crediticia. Estados Unidos tiene el privilegio exorbitante de endeudarse hasta límites que van más allá a lo que correspondería a los déficits acumulados, pero si explota ese privilegio de forma excesiva, puede provocar, en un momento dado, una falta de confianza de los acreedores. 
La crisis financiera global de 2008 ha vuelto a poner en duda la condición del dólar como moneda de reserva en el sistema financiero internacional. Numerosos políticos y economistas, sobre todo procedentes de países emergentes, como el gobernador del Banco Popular Chino (Banco Central de China), Zou Xiaochuan, opinan que en el dilema de Triffin se encuentran los elementos que han conducido a esta crisis.